# Скотники-Гурне
Скотники-Гурне (пол. Skotniki Górne) — село в Польщі, у гміні Віслиця Буського повіту Свентокшиського воєводства.
Населення — 270 осіб (2021).
У 1975-1998 роках село належало до Келецького воєводства.

## Демографія
Демографічна структура на 2021 рік:
|          | Загалом | Допрацездатний вік | Працездатний вік | Постпрацездатний вік |
| -------- | ------- | ------------------ | ---------------- | -------------------- |
| Чоловіки | 125     | 17                 | 94               | 14                   |
| Жінки    | 145     | 27                 | 79               | 39                   |
| Разом    | 270     | 44                 | 173              | 53                   |